# 贝内文托公国
贝内文托公国（拉丁語：Ducatus et Principatus Beneventi），774年后称貝內文托亲王国（義大利語：Principato di Benevento），是伦巴第人于中世纪在意大利半岛上建立的一个以意大利南部的贝内文托为中心的公国。贝内文托公国自571年由伦巴第公爵统治，直到1077年被诺曼人攻占并统治了4年，随后此领土被教皇占有。在教皇的罗马公国（Duchy of Rome）将其与伦巴第的其余领土分开后，贝内文托事实上已成为独立状态。只有在格里摩尔德（Grimoald）以及自利乌特普兰德开始的伦巴第国王统治时期期间，贝内文托公国与伦巴底王国的关系才比较紧密。在伦巴底王国于774年被法兰克王国攻占后，它成为伦巴第的一个残存国家，并在此后的300年中保持事实独立状态，即便它于849年分裂后也是如此。
由于其位于萨莫奈地区，保罗执事将贝内文托公国称为“萨莫奈人公国”（拉丁文：Ducatum Samnitium）。

## 王国建立
对于贝内文托公国的建立存在争议。根据一些学者的观点，伦巴第人在征服波河河谷前就已经在意大利南部定居，根据这种说法，公国成立于571年。伦巴第人可能在晚些时期，约590年到来。无论说法如何，第一个公爵是一队来到坎帕尼亚的士兵的首领佐托。即便王国一开始处于独立状态，佐托最终还是臣服于北方伦巴底王国的王权。佐托的继任者是他的侄子阿雷奇斯一世，此后于贝内文托公爵一直由世袭继承原则产生，直至其灭亡。
贝内文托公国作为松散的伦巴底王国的一部分，尽管它与其有着相同的血脉以及语言，法律和宗教也与北方相似，同时还有着从王室娶妻的习俗，但事实上它基本处于独立状态。一条由罗马公国和拉文纳总督区组成的狭长领土将贝内文托公国与北部的伦巴底王国分隔开，文化自主性自然随之而来：一种独特的贝内文托圣咏在贝内文托的教堂发展出来，其直到11世纪才被额我略圣咏取代；同时一种同样新奇的贝内文托书写体被发展出来以书写拉丁文。8世纪的传记作家保罗执事跟随一位帕维亚公主的随从来到贝内文托，在贝内文托最大的修道院卡西诺山定居后，他先写了一部罗马史，此后又写了一部伦巴第人史，这在此后成为了这段时期公国历史的资料来源。

## 扩张
在佐托继任者的统治下，贝内文托公国开始扩张并对抗拜占庭帝国。阿雷奇斯一世征服了卡普阿和克罗托内，并且洗劫了阿马尔菲，但他未能攻克那不勒斯。在阿雷奇斯一世统治之后，拜占庭帝国在南意大利的领土缩减至那不勒斯、阿马尔菲、加埃塔、索伦托、以及今日卡拉布里亚大区和普利亚大区（包括巴里、布林迪西、奧特朗托等）。662年，时任贝内文托公爵格里摩尔德前往北方的伦巴底王国去支持戈德珀特（Godepert）对抗正在与他争夺王位的兄弟珀克塔里特（Perctarit），然而格里摩尔德将戈德珀特杀害并迫使珀克塔里特流亡，随后自己来到帕维亚成为伦巴底国王。在统治伦巴底期间，格里摩尔德试图恢复阿利乌教派的地位，以打压由阿里伯特一世（Aripert I）扶植起来的天主教派，然而由于伦巴第人与说拉丁语或希腊语的居民之间有着区别，阿利乌教派甚至在贝内文托公国中都在消失。663年，试图重新征服南意大利的君士坦斯二世在塔兰托登陆并率军围攻贝内文托，格里摩尔德的儿子，时任贝内文托公爵罗穆亚尔德一世（Romuald I）勇敢地保卫了这座城市，使得君士坦斯二世的入侵以失败告终，退回了那不勒斯。然而罗穆亚尔德一世在阿韦利诺与萨莱诺间的福里诺拦截了部分罗马军队并将其摧毁。680年，贝内文托公国和拜占庭帝国签订了一份和平协定。
在接下来的几十年中，贝内文托公国继续攻占了一些拜占庭控制的区域，然而此时公国的主要敌人是北部的伦巴底王国。伦巴底国王利乌特普兰德对贝内文托公国几次干预，试图让自己的候选人成为贝内文托公爵。利乌特普兰德的继任者拉奇斯（Ratchis）宣布未经皇室允许严禁前往斯波莱托及贝内文托公国。

## 第二个帕维亚
758年，伦巴底国王狄西德里乌斯重新夺取了斯波莱托公国及贝内文托公国，但随着法兰克国王查理曼于774年征服伦巴底王国，阿雷奇斯二世（Arechis II）试图在贝内文托公国建立王权并将贝内文托建设成“第二个提契努姆”（拉丁文：secundum Ticinum，提契努姆为帕维亚的拉丁语名称，其在568至774年間為倫巴第王國首都）。由于阿雷奇斯二世意识到这一设想不切实际并会引起法兰克人的注意，他将自己的头衔改为亲王（Princeps，罗马帝国时期的第一公民头衔）。787年，由于查理曼围攻了萨莱诺，他被迫承认法兰克王国的宗主权。在这段时期，贝内文托被一位编年史家称赞为“提契努姆的翻版”（拉丁文：Ticinum geminum），阿雷奇斯二世扩展了这座罗马时期的古城，新的围墙延伸到旧城西南的平地上，阿雷奇斯二世在此拆除了旧建筑，建了一座新的宫殿，其内部的庭院至今依旧可以在卫城中被称为Piano di Corte的地方看到。如同他们的拜占庭敌人一样，公爵将宫殿与国家教堂圣索菲亚教堂连接起来。
788年，贝内文托公国被狄西德里乌斯的儿子，在君士坦丁堡寻求庇护的阿达尔吉斯（Adalgis）领导的拜占庭军队入侵。然而他的这次尝试被阿雷奇斯二世的儿子格里摩尔德三世（Grimoald III）挫败，不过作为代价，格里摩尔德三世部分屈从了法兰克人。法兰克人帮助击退了阿达尔吉斯，但随后几次袭击了贝内文托，获得了一些收益，比较显著的是贝内文托将基耶蒂割让给斯波莱托公国。814年，格里摩尔德四世（Grimoald IV）含糊地对法兰克国王虔诚者路易表示敬意和臣服，他的继任者贝内文托的西科（Sico of Benevento）重申了这一申明。这些承诺并没有任何后续行动，随着法兰克的加洛林王朝君主的权力和影响力逐渐下降，贝内文托公国得以加强其自治权。
贝内文托公爵们使用图章戒指来确认文件，如同伦巴第国王一样，此后的亲王们可能一直使用这些戒指，直到9世纪。这表明了对罗马帝国时期的管理形式及广泛的识字能力的延续（或模仿）。

## 衰退与分裂

公元1000年前后的意大利半岛

尽管面临着法兰克君主的长期敌视，贝内文托公国在接下来的一个世纪里达到了巅峰，强迫那不勒斯向其服从，并在贝内文托的西卡德（Sicard of Benevento）统治时期夺取了阿马尔菲。当西卡德在一场阴谋中被杀害后，贝内文托公国爆发了一场内战，西卡德的兄弟西康努夫在萨莱诺自称亲王，同时刺杀西卡德的拉德尔希斯一世在贝内文托称亲王。这场冲突最终在意大利国王路易二世的命令下，以贝内文托公国分裂为贝内文托（包括今莫利塞大区以及塔兰托以北的普利亚大区）和萨莱诺公国（Principality of Salerno）而告终。一些地方官员和伯爵，如位于卡普阿的伯爵，从混乱的局势中获益而宣布独立。
穆斯林对意大利南部的入侵更加剧了危机，第一批萨拉森人与拉德尔希斯一世和其后的西康努夫进行了长达10年的战争。经常被基督教统治者刺激的萨拉森人不断对那不勒斯和萨莱诺发动进攻，但从未成功。位于今拉齐奥大区南部的伊斯兰殖民地在915年的加里利亚诺战役后才被根除。并且在同一时期，拜占庭帝国也重新征服了意大利南部的大部分地区，于876年从萨拉森人手中夺回巴里，并最终在当地建立了将领领导下的意大利督军区，进一步降低了已经开始衰退的贝内文托公国在此的势力。
899年，卡普阿亲王阿滕努夫一世（Atenulf I）征服贝内文托公国，将两个公国重新合并。阿滕努夫一世宣布公国领土不可分割，并宣布了共同治理的原则，其中规定统治者的儿子们必须与父亲相互联系，萨莱诺很快借用了这一规则。然而，所有的小伦巴底地区最后一次由潘道夫一世（Pandulf I，于978年成为萨莱诺亲王）联合起来，他在969年成功让贝内文托成为大教区。在潘道夫一世于981年3月去世前，他还从神圣罗马帝国皇帝奥托一世那里得到了斯波莱托公爵的头衔。然而潘道夫一世将统一的公国分给了他的两个儿子：兰多夫四世（Landulf IV）分得贝内文托和卡普阿，萨莱诺的潘道夫二世（Pandulf II）分得萨莱诺。很快地，当潘道夫一世的侄子贝内文托的潘道夫二世（Pandulf II）叛变并要求得到他的那一份遗产时，贝内文托又从公国国中被剥离。
11世纪的第1个10年里，贝内文托公国的领土变得比它的姊妹公国萨莱诺和卡普阿更小。在公元1000年左右时，贝内文托公国依旧包含34个独立的伯国。1022年，神圣罗马帝国皇帝亨利二世征服了卡普阿和贝内文托，但在围攻特罗亚失败后回到了德意志。在同一年代，诺曼人也来到了意大利南部，贝内文托此后承认了教皇国的宗主权，虽然只是其一个断断续续的盟友。贝内文托公爵依旧有着足够的威望让儿子阿滕努夫（Atenulf）继承，但阿滕努夫抛弃了诺曼人，使得贝内文托失去了其所剩无几的影响力。
南方的诺曼人领袖罗伯特·吉斯卡尔于1053年征服贝内文托，并将其献给了名义上的宗主罗马教皇，后者随后任命了一批小伦巴底地区居民作为公爵，直到1078年将其交给吉斯卡尔。在它最终于1081年又回到教皇手中时，这座公国最终只剩下一座决定了几代人间南意大利历史方向的城市，此后没有公爵或亲王再被任命。
1806年，拿破仑一世征服贝内文托后，任命夏尔·莫里斯·德塔列朗-佩里戈尔为亲王，塔列朗保有此头衔至1815年，在他的其余工作之外，他依旧有能力治理公国。1814年2月，贝内文托被若阿尚·缪拉征服，并在维也纳会议上被归还给教皇。